# 毎ファラド
毎ファラド（まいファラド、reciprocal farad）またはダラフ（daraf）は、エラスタンス（静電容量の逆数）の単位である。単位記号は F−1。
「毎ファラド」の名前の通り、静電容量の単位ファラドの逆数であり、1毎ファラドは1クーロンの電荷を蓄えたコンデンサの電位差が1ボルトであるときのエラスタンスと定義される。
「ダラフ」という単位名称は、1936年に電気工学者のアーサー・エドウィン・ケネリーが、ファラド(farad)を逆に綴って命名したものである。国際単位系(SI)では「ダラフ」は組立単位「毎ファラド」の固有の名称とは認められていない。
{\displaystyle 1~{\text{F}}^{-1}={\frac {1~{\text{V}}}{1~{\text{C}}}}={\frac {1~\Omega }{1~{\text{s}}}}}